# دراگوچوو
دراگوچوو (به صربی: Dragočevo) یک منطقهٔ مسکونی در صربستان است که در نووی پازار واقع شده‌است. دراگوچوو ۹۶۶ متر بالاتر از سطح دریا واقع شده‌است.